# Индуктивни ефекат
Индуктивни ефекат је у хемији појава померања заједничког електронског пара дуж сигма везе. Ефекат је експериментално утврђен, њиме се објашњава поларност ковалентних веза као и реактивност појединих атомских група.
Стварањем ковалентне везе између два разнородна атома (атомских група) позиционирање заједничког електронског пара није равномерно као што је то случај код истородних атома. Ово је последица разлике у електронегативности та два атома, где онај више електронегативан јаче привлачи себи формирани заједнички електронски пар. Овиме један атом, онај електронегативнији постаје делимично негативно наелектрисан (δ-) а други, од кога је електронски пар удаљенији, делимично позитиван (δ+).
По карактеру индуктивног ефекта, атоми и атомске групе деле се на оне са позитивним индуктивним ефектом (+I), који мање привлаче себи електронски пар од водоника, и оне са негативним индуктивним ефектом (-I) који јаче привлаче електронски пар од водоника. Водоник се користи као референтан јер је генерализовано да он не делује на електронски пар ни привлачно ни одбојно.
Индуктивни ефекат има релативно слаб карактер и његова јачина опада са одаљавањем од извора поларности, тако да му је домет до другог, ређе трећег угљениковог атома од споменутог извора, када је реч о органским једињењима.
Најјачи -I постоји код алкил деривата амонијака, цијанида, карбоксилне групе, кето групе, халогена, хидроксилне и алкоксидне групе, најслабији је код фенил група, алкенил и алкинил деривата. Позитивни +I је карактеристичан за групе које чини угљеник везан за други истотипни атом на различите начине. Најјачи је терцијарни С, следи секундарни па примарни и на крају метил група. Оно што је карактеристично за молекул је да свака група негативне индуктивности има поред себе групу позитивне индуктивности.